# Paleoríctids
Els paleoríctids (Palaeoryctidae, (‘excavador antic’, del grec: ὀρύκτης, oryctes) són una família de mamífers euteris extints i relativament poc especialitzats, que visqueren a Nord-amèrica a finals del Cretaci i formaren part de la primera radiació evolutiva placentària juntament amb altres mamífers primerencs com els leptíctids.

## Descripció
Gràcies a un crani gairebé complet del gènere Palaeoryctes trobat a Nou Mèxic, se sap que els paleoríctids eren petits insectívors semblants a musaranyes, amb un musell allargat semblant al dels leptíctids. Tanmateix i a diferència d'aquests últims, se sap ben poc sobre l'anatomia postcranial dels paleoríctids.
Mentre que els leptíctids no duraren gaire, sembla que els paleoríctids foren els avantpassats d'espècies de l'Eocè. Tot i que la seva morfologia dental encara suggereix una dieta majoritàriament insectívora, en certa manera també s'acosta a la de carnívors de l'Eocè com ara els creodonts.

## Taxonomia
Els paleoríctids foren assignats originalment al grup actualment abandonat dels insectívors per Sloan i Van Valen (1965) i més recentment als euteris per Scott et al. (2002). Els grups germans inclouen els kennalèstids, nanocúrids, pantolèstids i zalambdalèstids.
Al llarg del temps, han estat classificats entre els cimolests, els eulipotifles i els proteuteris i fins i tot en el seu propi ordre, Palaeoryctida.